# Osiče (Staro Nagoričane)
Osiče es un pueblo deshabitado ubicado en el municipio de Staro Nagoričane, en la región Noreste, Macedonia del Norte.

## Superficie
Posee una superficie de 3,920 kilómetros cuadrados.

## Demografía
Hasta 2002 la población era de 5 habitantes.